# Irena Kazazić
Irena Kazazić, slovenska slikarka in pisateljica srbskega rodu, * 1972, Beograd, Srbija
Leta 2003 diplomirala pri prof. Mladenu Jernejcu na visoki strokovni šoli za slikanje in risanje.
Razpoznavno umetniško podobo si je zgradila s slikami človeških nog v obuvalu. Zgodbe nog so bile naslikane izrazito realistično, dodelane do najmanjše podrobnosti. Vidni so bili detajli mrežastih nogavic, čipkastih robov kril ali rokavic, ki so se sklanjale k čevljem. Intimizem, ter pripovednost, sta izpovedni orodji slikarke Irene Kazazić. Ikonografija je osebnostno izpovedna, saj zgleda, kot bi se na stenah pojavil slikarkin dnevnik. Videti pa je, da slikarka likovni jezik črpa v umetnosti osemdesetih ter pop artu.

## Razstave

### Samostojne
- 1996 - Kafe - Galerija Berač, Ljubljana
- 2006 - Kratke zgodbe - Galerija Hest 35, Ljubljana

### Skupinske
- 1990 - Art Association Gallery of Las Vegas, Las Vegas
- 1999 - Galerija Vodnjan, Pulj
- 2000 - Galerija Izložba, Ljubljana
- 2001 - Galerija Drama, Ljubljana
- 2003 - Galerija Kud-a Studenec, Domžale
- 2004 - Galerija Kud-a France Prešeren, Ljubljana
- 2005 - Pallazzo Cappello Venezia, San't Elena Benetke
- 2006 - La Habra Art Association Gallery, Bluebird art house, Los Angeles
- 2006 - Galerija društva likovnih umetnikov Maribor, Maribor
- 2007 - MKC, Medvode
- 2007 - ROG, Ljubljana
- 2007 - Moderna galerija, Ljubljana